# Perakizumab
Il perakizumab è un anticorpo monoclonale umanizzato progettato per il trattamento dell'artrite autoimmune; si lega all'interleuchina 17 (IL17A), inibendone l'attività e agendo come immunomodulatore.
Il farmaco è prodotto da Hoffmann-La Roche e da Genentech.